# Sinfonia em Dó (Bizet)

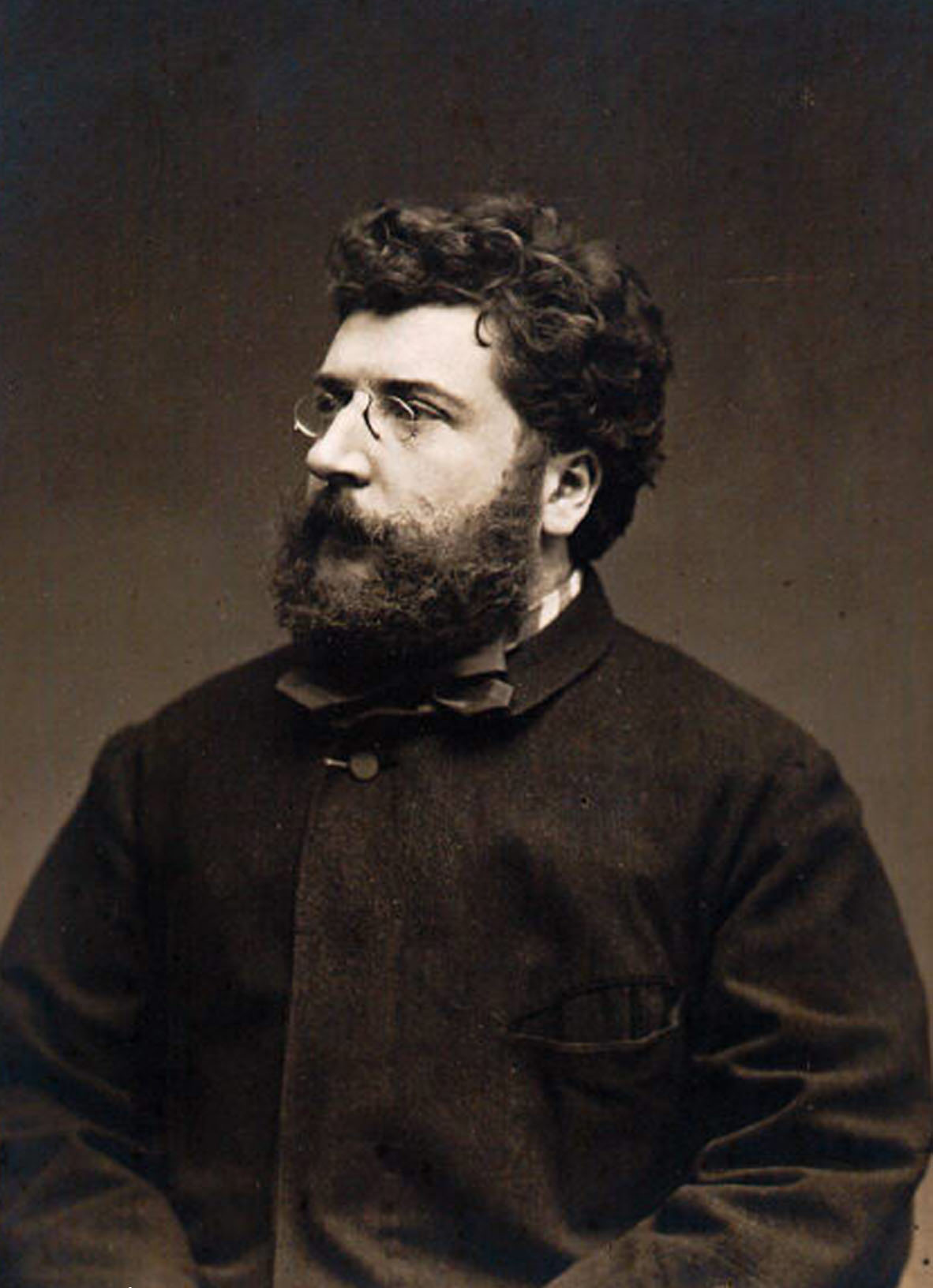
Georges Bizet (1838–1875)

A Sinfonia em Dó [Maior] é uma sinfonia do compositor francês Georges Bizet. De acordo com o Grove's Dictionary, "Na qualidade e na habilidade [a sinfonia] teve poucos rivais e talvez nenhuma superioridade entre a obra de compositores de tais anos propostos."
A sinfonia foi escrita em novembro de 1855, quando Bizet tinha dezessete anos, evidentemente um estudante. Foi escrita para orquestra sem trombones. Ao que parece, Bizet não possuía o interesse em fazer com que essa sinfonia fosse publicada ou tocada, embora ele tenha feito uso de determinados materiais em obras posteriores. A viúva de Bizet deu o manuscrito a Reynaldo Hahn, que o depositou nos arquivos da livraria do Conservatório Nacional Superior de Música e Dança de Paris, onde foi descoberto em 1933 por Douglas Charles Parker (1885-1970), o primeiro biógrafo britânico de Bizet (que escreveu Bizet: His Life and Works, 1926). Não há qualquer menção da obra nas cartas de Bizet, e ela permaneceu desconhecida dos primeiros biógrafos dele.
Parker mostrou o manuscrito a Felix Weingartner, que conduziu a primeira performance da Sinfonia em C em 26 de fevereiro de 1935, na Nova Zelândia. Foi imediatamente saudada como uma obra magistral júnior em pé de igualdade com a abertura de Felix Mendelssohn para Sonhos de Uma Noite de Verão, escrita quando o compositor alemão também contava com dezessete anos, e uma adição que recebeu boas recepções ao repertório romântico. Essa sinfonia recebeu sua primeira gravação em 1936, pela Orquestra Filarmônica de Londres no âmbito de Walter Goehr.